# Kalter-Sand-Tunnel
Als Kalter-Sand-Tunnel wird ein 1043 m langer Eisenbahntunnel der Schnellfahrstrecke Hannover–Würzburg bezeichnet.
Das Bauwerk liegt westlich des Ortsteils Obergeis der hessischen Gemeinde Neuenstein. Die Röhre nimmt zwei Gleise auf einem Schotteroberbau auf, die planmäßig mit 250 km/h befahren werden können.
Der Tunnel unterquert den Bergrücken Kalter Sand und trägt daher seinen Namen.

## Verlauf

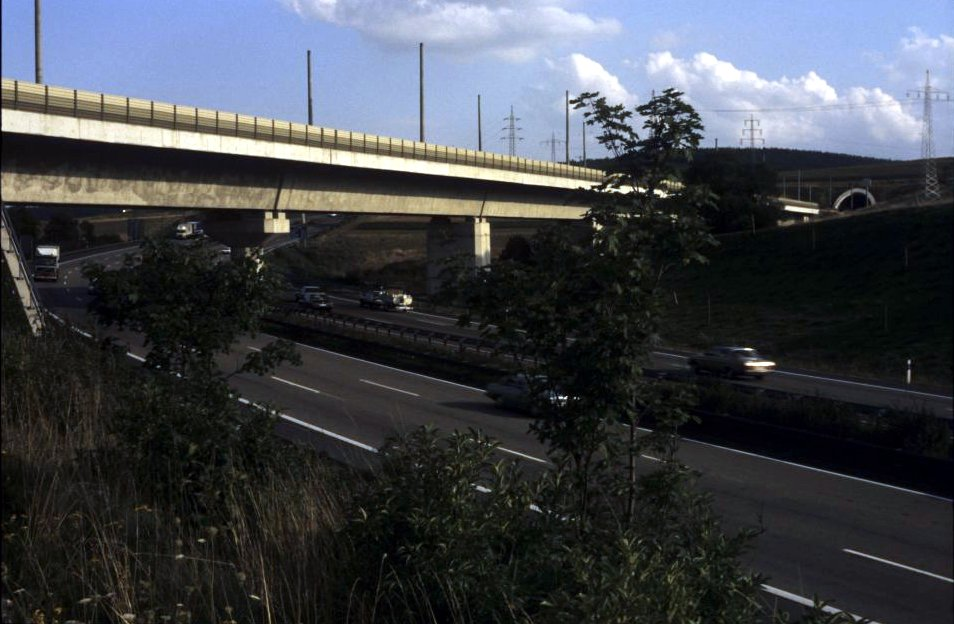
Erzebachtalbrücke mit Überquerung des Bundesautobahn 7 und dem Nordportal des Tunnels.

Das Bauwerk liegt zwischen den Streckenkilometern 192,921 und 193,964. Die Trasse verläuft im Tunnel in einer Geraden. Die Gradiente steigt in südlicher Richtung auf einer Länge von 639 m (bis Baukilometer 178,650) zunächst mit 3,15 Promille an, auf den übrigen 404 m bis zum Südportal anschließend mit 10,119 Promille.
Das Bauwerk unterquert, etwa in seiner Mitte, die Bundesautobahn 7 auf einer Länge von 130 m in einem schleifenden Schnitt bei einem Kreuzungswinkel von rund 30 Grad und einer Überdeckung von bis fünf Metern. Weitere Querungen der Fernstraße schließen sich nördlich und südlich des Tunnels an.
Die nach dem Verzeichnis der örtlich zulässigen Geschwindigkeiten (VzG) zulässige Geschwindigkeit im Bereich des Bauwerks liegt bei 280 km/h. Aufgrund von Restriktionen durch das Tunnelbegegnungsverbot sind tatsächlich nur 250 km/h zugelassen.

### Geologie
Das Gebirge besteht auf beinahe der gesamten Tunnellänge aus Schichten des Unteren Buntsandsteins der Gelnhausen- und Salmünster-Folge.

## Geschichte

### Planung
Das Bauwerk wurde 1984 mit einer Länge von 625 m geplant. Die Baukosten wurden mit 19,3 Millionen DM kalkuliert.
Die Röhre lag im Planungsabschnitt 15 im Mittelabschnitt der Neubaustrecke. Der Tunnel war Teil eines 1200 m langen Bauloses. Neben der Röhre war darin auch der nördliche (111 m, Baukilometer 177,899 bis 178,011) und der südlichen Voreinschnitt (46 m, km 179,054 bis 179,100) enthalten.
Für die Unterfahrung der Autobahn wurde ein bergmännischer und ein offener Vortrieb in jeweils verschiedenen Varianten erwogen und genauer untersucht. Ein Kostenvergleich ließ in etwa gleiche Preise erwarten. In der Ausschreibung waren daher beide Verfahren anzubieten. Aufgrund der verbliebenen Unwägbarkeiten einer bergmännischen Unterfahrung mit geringer Überdeckung wurde schließlich eine offene Bauweise gewählt.
Nach Ausschreibung wurden am 18. April 1985 die Angebote geöffnet und der Auftrag am 5. Juni 1985 an die Arbeitsgemeinschaft Kalter-Sand-Tunnel vergeben. Diese setzte sich aus den Unternehmen Leonhard Moll GmbH & Co (München), ILBAU Ges. m.b.h. (Spittal an der Drau), HERMANNS Karl Holzapfel GmbH & Co. KG (Kassel) und Himmel und Papesch & Co. KG (Bebra) zusammen.
Die Auftragssumme (netto, ohne Umsatzsteuer) für den Tunnel belief sich auf 27.727.000 DM, für Wege- und Erdarbeiten lag sie bei 6.567.000 DM.

### Bau
Die Bauarbeiten begannen am 1. Juli 1985. Zunächst wurden Wege errichtet und Lärmschutzwälle geschüttet.
Der Vortrieb, von Nord nach Süd, begann am 21. Juli 1986. Als Tunnelpatin fungierte Ellen Knoll. Der Tunnel wurde am 24. Juli 1986 feierlich angeschlagen. Während der Bauphase wurde das Bauwerk als Ellen-Tunnel bezeichnet.
Für die erste Bauphase des Tunnels und der benachbarten Erzebachtalbrücke wurde als Vorabmaßnahme die Autobahn auf einer Länge von 800 m provisorisch verlegt. Das Autobahnamt Frankfurt war mit dieser Maßnahme im Zuge einer Verwaltungsvereinbarung beauftragt. Der Tunnel wurde schließlich auf einer Länge von 341 m (km 178,061 bis 178,402) bergmännisch und auf 702 m in offener Bauweise (km 178,011 bis 178,061 und 178,402 bis 179,054) vorgetrieben. Die angetroffenen Verhältnisse erwiesen sich dabei als schwieriger als in der Planungsphase erwartet.
Bei einem Ausbruchsquerschnitt von bis zu 145 m² wurde ein Nutzquerschnitt zwischen 81 und 99 m² realisiert. Die Ausbruchshöhe (Abstand Sohle–Scheitel) lag bei 11,60 m, die Höhe zwischen Schienenoberkante und Scheitel erreicht bis zu 8,34 m.
Am 29. Oktober 1986 wurde die Kalotte durchgeschlagen. Anschließend folgte von beiden Seiten der Sohlvortrieb, der am 25. Januar 1987 beendet wurde. Die Bauarbeiten wurden am 28. November 1987 abgeschlossen.
Für Einschnitte und Voreinschnitte wurden 429.891 m³ Material ausgehoben. Im Rahmen des Vortriebs wurden 46.564 m³ ausgebrochen.
Die Baukosten lagen laut vorläufiger Endabrechnung letztlich bei 33,5 Millionen DM für den Tunnel sowie 11 Mio. DM für den Erd- und Wegebau (jeweils netto, ohne Umsatzsteuer).

### Inbetriebnahme
Das Bauwerk wurde, als Teil des Streckenabschnitts Fulda–Kassel, im Juni 1991 in Betrieb genommen.